# Ducado de Prusia
El Ducado de Prusia o Prusia Ducal (en alemán: Herzogtum Preußen; en polaco: Prusy Książęce) fue un ducado entre 1525-1701 en la región más oriental de Prusia heredero del Estado monástico de los Caballeros Teutónicos. En 1701, el ducado se transformó en el Reino de Prusia. Tuvo como capital Königsberg.
Fue el primer ducado protestante (luterano) mayoritariamente de población de habla alemana, así como con minorías polacas y lituanas. En los antiguos textos en latín, el término Prutenia (o Pruthenia) se refiere por igual al Ducado de Prusia, su vecino más occidental Prusia Real, o su Estado común predecesor, la Prusia Teutónica.

## Historia

### Establecimiento

Los Estados herederos de la Orden Teutónica en la segunda mitad del : Prusia Real (amarillo pálido) y Prusia Ducal (rayado)

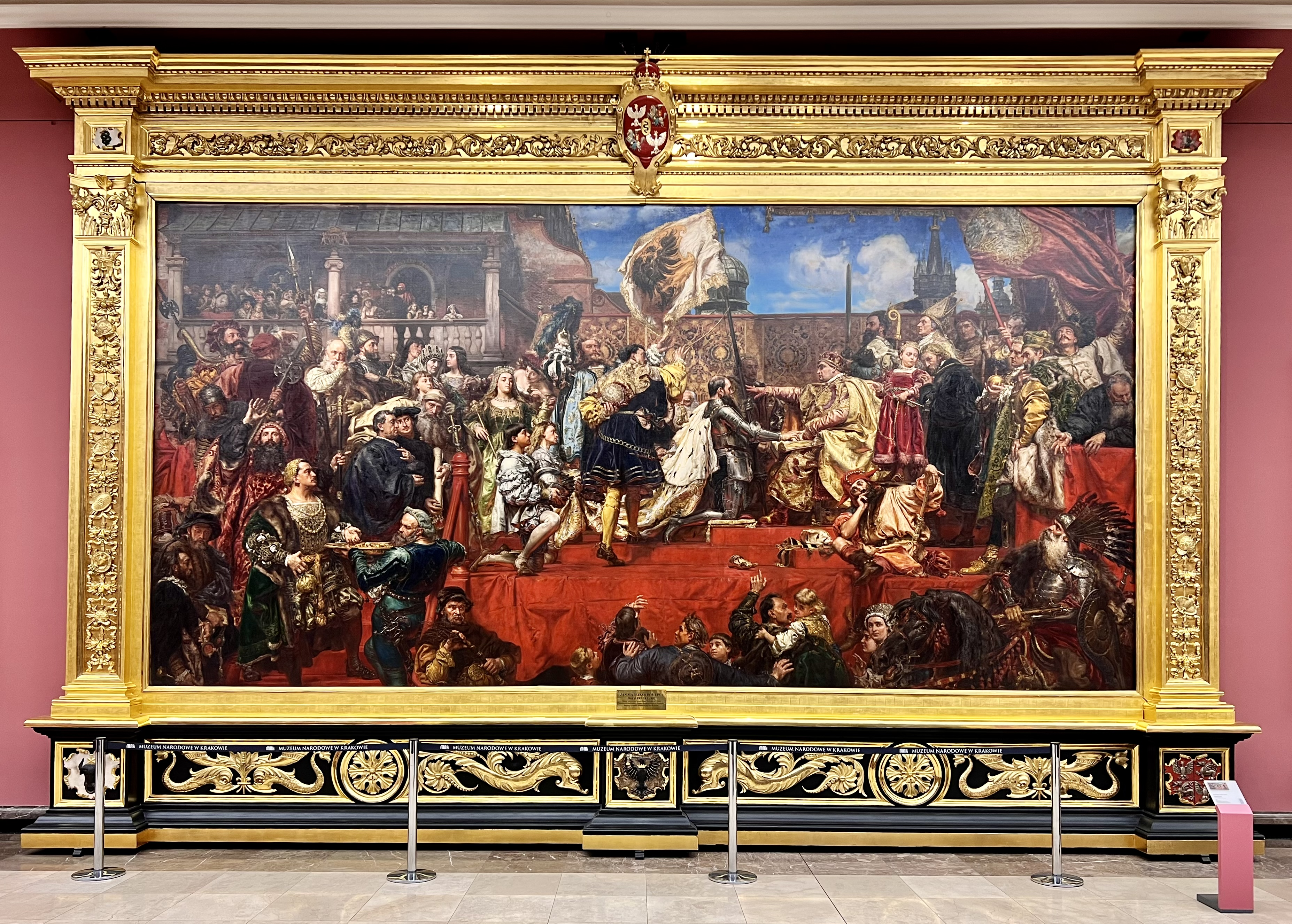
El Homenaje prusiano (por Jan Matejko, 1882, Museo Nacional, Cracovia): Alberto I recibe la Prusia ducal como feudo del rey Segismundo I de Polonia en 1525.

En 1525 durante la Reforma protestante, el Gran Maestre de los Caballeros Teutónicos, Alberto, secularizó el territorio prusiano de la orden, convirtiéndose en Alberto, Duque de Prusia. Su ducado, que tenía su capital en Königsberg (en polaco: Królewiec), fue establecido como feudo de la Corona de Polonia. Fue heredado por los príncipes-electores del Brandeburgo de la Casa de Hohenzollern en 1618; esta unión personal es referida como Brandeburgo-Prusia. Federico Guillermo, el "Gran Elector" de Brandeburgo, alcanzó la completa soberanía sobre el territorio en el Tratado de Wehlau de 1657, que fue confirmada en el Tratado de Oliva de 1660. El Ducado de Prusia fue elevado al rango de Reino de Prusia en 1701.

## Expansión y consolidación
Después de la anexión del Reino de Prusia de la mayor parte de la provincia de Prusia Real en la Primera Partición de Polonia en 1772, la antigua Prusia Ducal, incluida la Varmia previamente controlada por Polonia dentro de la Prusia Real, se reorganizó en la Provincia de Prusia Oriental, mientras que Pomerelia y la Tierra de Malbork se convirtieron en la Provincia de Prusia Occidental, con la excepción de las dos ciudades principales de Gdansk y Toruń. anexado a Prusia Occidental sólo en 1793. El Reino de Prusia, entonces formado por Prusia Oriental y Occidental, siendo un estado soberano, y Brandeburgo, siendo un feudo dentro del Sacro Imperio Romano Germánico, se fusionaron de iure solo después de la disolución de este último en 1806, aunque más tarde se volvieron parcialmente distintos durante la existencia de la Confederación alemana (1815-1866).